# Rajd Wysp Kanaryjskich 2012
Rajd Wysp Kanaryjskich 2012 (36. Rally Islas Canarias - El Corte Inglés) – 36 edycja rajdu samochodowego Rajd Wysp Kanaryjskich rozgrywanego w Hiszpanii. Rozgrywany był w dniach 15-17 marca 2012 roku. Była to druga runda Intercontinental Rally Challenge w roku 2012 oraz pierwsza runda Rajdowych Mistrzostw Hiszpanii i pierwsza runda Rajdowych Mistrzostw Wysp Kanaryjskich. Składał się z 15 odcinków specjalnych.

## Zwycięzcy odcinków specjalnych[2]
| Dzień | OS   | Nazwa                       | Dystans  | Godzina | Zwycięzca         | Czas    | Lider rajdu       |
| ----- | ---- | --------------------------- | -------- | ------- | ----------------- | ------- | ----------------- |
| 1     | SS1  | Guía 1                      | 8,30 km  | 07:53   | Andreas Mikkelsen | 4:19.3  | Andreas Mikkelsen |
| 1     | SS2  | Artenara 1                  | 24,67 km | 08:12   | Andreas Mikkelsen | 15:17.6 | Andreas Mikkelsen |
| 1     | SS3  | Tejeda 1                    | 14,31 km | 09:03   | Andreas Mikkelsen | 8:46.3  | Andreas Mikkelsen |
| 1     | SS4  | Guía 2                      | 8,30 km  | 12:16   | Jan Kopecký       | 4:17.3  | Andreas Mikkelsen |
| 1     | SS5  | Artenara 2                  | 24,67 km | 12:35   | Jan Kopecký       | 15:09.2 | Andreas Mikkelsen |
| 1     | SS6  | Tejeda 2                    | 14,31 km | 13:26   | Andreas Mikkelsen | 8:41.9  | Andreas Mikkelsen |
| 1     | SS7  | Ingenio                     | 21,29 km | 17:29   | Jan Kopecký       | 12:37.6 | Andreas Mikkelsen |
| 1     | SS8  | Agüimes                     | 22,05 km | 18:27   | Jan Kopecký       | 12:15.7 | Andreas Mikkelsen |
| 1     | SS9  | Gran Canaria                | 1,50 km  | 19:21   | Jan Kopecký       | 1:24.3  | Jan Kopecký       |
| 2     | SS10 | Maspalomas 1                | 13,28 km | 10:28   | Andreas Mikkelsen | 7:03.5  | Andreas Mikkelsen |
| 2     | SS11 | San Bartolomé de Tirajana 1 | 21,36 km | 11:01   | Andreas Mikkelsen | 12:31.9 | Andreas Mikkelsen |
| 2     | SS12 | Valleseco 1                 | 16,12 km | 11:44   | Andreas Mikkelsen | 9:49.5  | Andreas Mikkelsen |
| 2     | SS13 | Maspalomas 2                | 13,28 km | 15:07   | Jan Kopecký       | 7:02.4  | Andreas Mikkelsen |
| 2     | SS14 | San Bartolomé de Tirajana 2 | 21,36 km | 15:40   | Jan Kopecký       | 12:29.8 | Andreas Mikkelsen |
| 2     | SS15 | Valleseco 2                 | 16,12 km | 16:23   | Jan Kopecký       | 9:47.5  | Jan Kopecký       |

## Klasyfikacja rajdu
| Miejsce                                   | Kierowca                 | Pilot                  | Samochód               | Czas                   | Strata                 | Pkt                    |
| Klasyfikacja generalna                    | Klasyfikacja generalna   | Klasyfikacja generalna | Klasyfikacja generalna | Klasyfikacja generalna | Klasyfikacja generalna | Klasyfikacja generalna |
| ----------------------------------------- | ------------------------ | ---------------------- | ---------------------- | ---------------------- | ---------------------- | ---------------------- |
| 1.                                        | Jan Kopecký              | Pavel Dresler          | Škoda Fabia S2000      | 2:21:46.5              | 0.0                    |                        |
| 2.                                        | Andreas Mikkelsen        | Ola Fløene             | Škoda Fabia S2000      | 2:22:14.8              | +28.3                  |                        |
| 3.                                        | Miguel Ángel Fuster      | Ignacio Aviñó          | Porsche 911 GT3        | 2:24:11.8              | +2:25.3                |                        |
| 4.                                        | Luis Monzón              | José Carlos Deniz      | Peugeot 207 S2000      | 2:25:00.1              | +3:13.6                |                        |
| 5.                                        | Sergio Vallejo           | Ramón López            | Porsche 911 GT3        | 2:25:11.7              | +3:25.2                |                        |
| 6.                                        | Sepp Wiegand             | Timo Gottschalk        | Škoda Fabia S2000      | 2:26:18.5              | +4:32.0                |                        |
| 7.                                        | Fernando Capdevila       | David Rivero           | Ford Focus RS WRC '06  | 2:27:41.6              | +5:55.1                |                        |
| 8.                                        | Jonathan Pérez Suárez    | Enrique Velasco        | Peugeot 207 S2000      | 2:29:15.8              | +7:29.3                |                        |
| 9.                                        | Joan Vinyes              | Jordi Mercader         | Suzuki Swift S1600     | 2:30:46.8              | +9:00.3                |                        |
| 10.                                       | Gorka Antxustegui        | Gabriel Suárez         | Suzuki Swift S1600     | 2:31:05.4              | +9:18.9                |                        |
| Klasyfikacja IRC                          |                          |                        |                        |                        |                        |                        |
| 1.                                        | Jan Kopecký              | Pavel Dresler          | Škoda Fabia S2000      | 2:21:46.5              | 0.0                    | 25                     |
| 2.                                        | Andreas Mikkelsen        | Ola Fløene             | Škoda Fabia S2000      | 2:22:14.8              | +28.3                  | 18                     |
| 3. (4.)                                   | Luis Monzón              | José Carlos Deniz      | Peugeot 207 S2000      | 2:25:00.1              | +3:13.6                | 15                     |
| 4. (6.)                                   | Sepp Wiegand             | Timo Gottschalk        | Škoda Fabia S2000      | 2:26:18.5              | +4:32.0                | 12                     |
| 5. (8.)                                   | Jonathan Pérez Suárez    | Enrique Velasco        | Peugeot 207 S2000      | 2:29:15.8              | +7:29.3                | 10                     |
| Klasyfikacja mistrzostw Hiszpanii         |                          |                        |                        |                        |                        |                        |
| 1. (3.)                                   | Miguel Ángel Fuster      | Ignacio Aviñó          | Porsche 911 GT3        | 2:24:11.8              | 0.0                    | 52.5                   |
| 2. (4.)                                   | Luis Monzón              | José Carlos Deniz      | Peugeot 207 S2000      | 2:25:00.1              | +3:13.6                | 45                     |
| 3. (5.)                                   | Sergio Vallejo           | Ramón López            | Porsche 911 GT3        | 2:25:11.7              | +3:25.2                | 40.5                   |
| Klasyfikacja mistrzostw Wysp Kanaryjskich |                          |                        |                        |                        |                        |                        |
| 1. (4.)                                   | Luis Monzón              | José Carlos Deniz      | Peugeot 207 S2000      | 2:25:00.1              | 0.0                    |                        |
| 2. (7.)                                   | Fernando Capdevila       | David Rivero           | Ford Focus RS WRC '06  | 2:27:41.6              | +2:41.5                |                        |
| 3. (11.)                                  | José María Ponce Anguita | Carlos Larrodé         | BMW M3 E30             | 2:27:41.6              | +6:48.7                |                        |